# تصنيف أغاني الرقص/الإلكترونية
تصنيف أغاني الرقص/الإلكترونية (Dance/Electronic Songs chart) هو تصنيف يصدر بشكل أسبوعي من قبل بيلبورد منذ يناير 2013.يعتمد التصنيف في ترتيبه على أعداد التنزيلات الرقمية الأغاني (digital downloads) و البث الحي الأغاني (streaming) و البث الإذاعي (airplay) كذلك على إحصاءات نوادي ليلية.أكثر أغنية تصدرت التصنيف هي (بالإنجليزية: "Wake Me Up")‏ لأفيتشي والتي قضت 26 أسبوعا على التوالي في المركز الأول بين سنتي 2013-2014.

## المغنين الذين احتلت أغانيهم المركز الأول
| الترتيب | اسم المغني       | عدد المرات التي تصدر فيها التصنيف | Ref.  |
| ------- | ---------------- | --------------------------------- | ----- |
| 1       | ذا شينسموكرز     | 6                                 | [ 2 ] |
| 2       | كالفين هاريس     | 4                                 | [ 2 ] |
| 3       | زيد (دي جيه)     | 3                                 | [ 2 ] |
| 4       | أفيتشي           | 2 (tie)                           |       |
| 4       | روبن شولز        | 2 (tie)                           |       |
| 4       | دي جيه سنيك      | 2 (tie)                           |       |
| 4       | ماجور ليزر       | 2 (tie)                           |       |
| 4       | جاستن بيبر       | 2 (tie)                           |       |
| 4       | مو               | 2 (tie)                           |       |
| 4       | فاريل ويليامز    | 2 (tie)                           |       |
| 4       | سيلينا غوميز     | 2 (tie)                           |       |
| 4       | مارشميلو (دي جي) | 2 (tie)                           |       |